# Първан Дангов
Първан Ангелов Дангов е български политик, кмет на Дупница от БСП. Той е първият градоначалник, с когото социалистите печелят избори в смятаната за „синя крепост“ община Дупница. За първи път през 2003 г. и след 20 години – през 2023 г.

## Биография
Първан Дангов е роден през 1970 година в Дупница. Завършил е ветеринарна медицина. 
През 2002 година е удостоен с наградата „Най-добър млад политик на БСП“ на института „Николай Добрев“.
По време на първия си мандат (2003-2007), Дангов пръв започва публичния дебат за влиянието на т.нар. „Братя Галеви“, заради което влиза в конфликт и с тогавашните министър на вътрешните работи и ръководство на БСП. През 2007 г. губи общинските избори на балотаж срещу Атанас Янев, който е издигнат от инициативен комитет, начело с „Братя Галеви“.
Заради позициите си той става подгласник в номинациите за носител на приза „Бяла лястовица в политиката“ на Българското училище за политика „Дими Паница“.
През 2011 г. от БСП го изключват от партията на закрит пленум със 17 срещу 7 гласа и не получава място в листите за общински съветници на местните избори през 2011 година. Той обаче влиза в местния парламент като независим кандидат и заема пето място след партийните листи на ГЕРБ, БСП, ЛИДЕР и ОДС.
Дангов остава непримирим срещу корупционните практики сред съветниците и в публичните си изказвания нарича местния парламент частен. Заради това 17 от общинските съветници, включително от БСП, завеждат срещу него дела за обида, по които Дангов е оправдан от районния съд през 2012 г.
Дело за клевета срещу Дангов води и тогавашният председател на Общинския съвет от ГЕРБ Ивайло Константинов, по което Първан Дангов също е оневинен.
През 2012 г. е изгонен с полиция от конференцията на местната структура на БСП от ръководството ѝ с мотив, че не е сред 95-те поканени делегати.
През 2013 г. участва и печели конкурс на БАБХ за директор на Областна агенция по храните в Кюстендил. Година по-късно е уволнен по време на болничен отпуск след серия публични изказвания срещу общинската управа в Дупница (ГЕРБ). Дангов завежда дело срещу БАБХ и е възстановен отново на работа от съда.
През 2018 г., след дълго отсъствие от публичното пространство, Първан Дангов обявява война на „крадливите политици“ с шумна пресконференция, на която поименно засипва с въпроси местната власт (ГЕРБ). Тогава изтъква, че в Дупница отново има страх сред хората, както по времето на „Братя Галеви“.
Малко преди изборите за Европарламент през 2019 г. отново е поканен от местната структура на червените в Дупница и е включен в предизборния щаб.
На местните избори същата година отново е издигнат като кандидат за кмет на Дупница на БСП. Тогава получава подкрепата на осем партии и местни коалиции, но губи вота само със 111 гласа разлика от кандидата на ГЕРБ Методи Чимев, но влиза в Общинския съвет. След няколко месеца местната структура на БСП го лишава от ръководни постове за една година, а групата социалисти в Общинския съвет го обявяват за независим общински съветник.
На парламентарните избори на 2 април 2021 г. не получава номинации от местната структура на социалистите в Дупница за народен представител. Номинират го обаче партийните организации в Бобов дол, Кочериново и Сапарева баня. Дангов влиза в листата на кандидатите за народни представители от коалиция „БСП за България“ на последното място от гражданската квота на 10-и МИР, но не успява да влезе в Народното събрание.
На 5 ноември 2023 г. е кандидат за кмет в местните избори, които печели срещу Методи Чимев от ГЕРБ.

### Първи управленски мандат (2003-2007)
По време на първия си мандат, със съдействието на министъра и зам.-министъра на регионалното министерство на тогавашното правителство на БСП – Асен Гагаузов и Димчо Михалевски, е изпълнено голямо пътно съоръжение пътен възел „Байкал“ на стойност 2,1 милиона лева. Започва работата по пускане в експлоатация и на втората тръба на тунела край Дупница на главен път Е-79, като проектът е завършен през 2007 година.
Първан Дангов започва газифицирането на Дупница. Поставя началото на разделното събиране на отпадъците в общината, обновява и изгражда нови детски площадки и съоръжение за скейтборд. Компютъризира общинската администрация и въвежда обслужване на „едно гише“ чрез новоизграден фронт офис.
Джамията е обявена за Дом на изкуствата, след като някогашното тюрме е реновирано по проект „Красива България“.
Слага началото на публичния дебат против намесата на мафията в политиката и наложеният режим на „Братя Галеви“. Подкрепен е от трима съветници от Общинския съвет, с които започват кампания „Не на страха“ и „Чисти ръце“. Заради тези действия си навлича гнева на тогавашния министър на вътрешните работи (БСП).
Дангов прави опити за привличането на голяма търговска верига в Дупница. Разработва проект за запазването на рушащата се постройка на старата автогара в града, където да бъде построен хипермаркет. „Братя Галеви“ успяват да изведат дребните търговци на протест пред Общината и търговската верига се оттегля заради общественото недоволство.
С намерения за развитие на икономиката и превръщането на Дупница в град със стабилна икономика с насоченост към фармацевтичната индустрия, основна за региона по това време, по негово предложение Общинският съвет обявява Дупница за „Град на фармацията“ на 24 юни 2006 г. с подкрепата на Съюза на учените, Съюза на медицинските дружества и факултета на фармацевтите.
Същата година по негово предложение имотите на някогашния Педагогически колеж в Дупница са предоставени безвъзмездно на Общината и започват лекторски часове за учащи се. Площадът пред Спортната зала в града получава името „Методи Димов“.
В края на мандата си Първан Дангов, заедно с граждански инициативен комитет начело с краеведа гл.ас. Иван Хаджийски и Илия Близнаков, издигат бюст-паметник на Христаки Павлович-Дупничанин на площад „Свобода“ в Дупница.
През 2006 г., след посещение на тогавашния Знеполски митрополит Николай в Дупница, представя намерението си за изграждане на нова църква в най-големия квартал „Бистрица“ в Дупница, като градежът получава и благословията на епископа.
Предложение за облагородяване на парк „Рила“ Първан Дангов внася в Общински съвет през 2004 г., което тогава не е прието от общинските съветници. През 2007 г. отново внася проекта в местния парламент и е одобрен за финансиране по Програма ФАР. Средствата са преведени по сметките на Общината през следващата година в мандата на Атанас Янев, издигнат от сдружение „Обединение за възраждане за Дупница“ начело с „Братя Галеви“. 

### Втори управленски мандат 2023 г.
След точно 20 години, на 9 ноември 2023 г., Първан Дангов отново полага клетва като кмет на община Дупница издигат от БСП.. Той печели убедително изборите на балотаж срещу кандидата за трети мандат Методи Чимев от ГЕРБ, с разлика от 3500 гласа.